# Université internationale de Xi'an
L'Université internationale de Xi'an (abréviation : XAIU ; anglais : Xi'an International University ; chinois simplifié : 西安外事学院 ; pinyin : xī'ān wàishì xuéyuàn) est un établissement privé d’enseignement supérieur, accrédité par le ministère de l'Éducation de la République populaire de la Chine pour des programmes de baccalauréat universitaire,.
Située à Xi'an, dans la province du Shaanxi, en Chine, le campus de XAIU a une superficie de 1,26 kilomètre carré. L'université compte environ 20 000 étudiants et 1 700 professeurs et personnel. L'université a 8 facultés qui offrent ensemble 67 spécialités dans les domaines de la gestion, l’économie, les sciences humaines, la médecine, l’ingénierie, l’agriculture et les arts.
Dans ces 30 années de développement, l'Université internationale de Xi'an est devenue une université intégrée et multidisciplinaire. Dès 2020, XAIU compte plus de 200,000 anciens étudiants.

## Histoire
Fondée en 1992, l'Université internationale de Xi'an était d’origine une école de promotion sociale (nom original : 西安外事服务培训学院). En 1996, avec l'approbation du département de l'Éducation da la province du Shaanxi, l'école devint un des premiers établissements académiques qui décerne des diplômes par examen.
En mai 2000, avec l'approbation du gouvernement populaire provincial du Shaanxi, XAIU devint une école professionnelle.
En mars 2005, avec l'approbation du ministère de l'Éducation, XAIU devint une université de premier cycle et adopta son nom actuel: Xi'an International University (chinois simplifié: 西安外事学院). En s’adaptant avec succès à son nouveau rôle, en juin 2009 (4 ans après le début des programmes de premier cycle), l'Université internationale de Xi'an obtint le droit de décerner des diplômes de baccalauréat universitaire.
En mai 2009, XAIU établit la faculté d’Entrepreneuriat (chinois : 创业学院). C'était la première faculté de son genre établie par une université privée en Chine. En 2010, l'université établit une plate-forme de formation pour les étudiants qui veulent obtenir un « Master en administration des affaires et entrepreneuriat ».
En 2014, l’université établit l’Académie Qi Fang de l’apprentissage classique (chinois: 七方书院). L’Académie enseigne une combinaison de théorie et pratique. Elle offre des cours de moralité, de l’éducation postuniversitaire et de l’éducation aux arts libéraux. L’Académie Qi Fang coopère avec de diverses associations, avec des groupes qui s’occupent de la planification de la carrière, etc. pour promouvoir l’autogestion des étudiants XAIU,.
En 2017, l’Université internationale de Xi'an ouvrit un nouveau centre sportif de plus de 50 000 m2. C’est un des plus grands sites sportifs dans la région nord-ouest de la Chine.
Le 6 janvier 2020, XAIU établit l’Académie Laozi (chinois: 老子学院) pour la promotion de la culture traditionnelle chinoise. L’Académie Laozi est la première académie pour l’éducation de la culture traditionnelle dans une université privée qui porte le nom de ‘Laozi’. L’Académie compte sept départements : le département des études chinoises, le département de la peinture chinoise, le département de la musique chinoise, le département de la calligraphie, le département Wushu, le département de l’art du thé, et le département des échecs.

## Culture du campus

### Valeurs
|         | Valeurs , |
| ------- | --- |
| Vision  | « Tout le monde devrait pouvoir se lancer dans une expérience d'apprentissage à n’importe quel âge, dans n'importe quel type d'établissement, avec n'importe quel savant, n'importe où dans le monde entier. » |
| Mission | « Apprendre et intégrer les meilleures pratiques académiques, avancer et explorer de nouveaux sentiers. »” |
| Devise  | « Le poisson qui se transforme en dragon. » (化鱼成龙) |
| Ethos   | « Se consacrer à l’éducation avec engagement, gratitude et diligence. » |

### Devise
La devise 化鱼成龙 (français: le poisson qui se transforme en dragon) est le moral de l'université. Selon une légende, un poisson s’est transformé en dragon dans le lac Yuhua, où se trouvent aujourd’hui les terrains de l'université,.

### Légende
XAIU est située à Yuhuazhai (le village Yuhua), dans le district de Yanta, à Xi'an. Selon une légende, c’est la place où la princesse Yuhua, la fille du roi Zhou Wuwang de la dynastie Zhou, construisit une plateforme pour offrir des sacrifices aux cieux (les restes de la culture de Yangshao, 5000-3000 avant J.C.). Cette place était découverte pendant la construction du campus, et un parc était construit autour de cette plateforme. Pendant la dynastie Tang (618-907), cette place fut l'endroit propice où les candidats à l'examen impérial priaient pour avoir la chance, en espérant qu'ils pourraient être quelqu'un d'utile pour la société, c’est-à-dire « pour devenir un dragon ». Après cette découverte, les locaux changèrent le nom Yuhua 雨花 (français: la fleur dans la pluie) en Yuhua 鱼化 (français: le poisson se transforme). On dit que ceux qui visitent cette place achèveront leurs objectifs et réaliseront leurs aspirations.

## Éducation internationale
XAIU fut la première université privée dans la province du Shaanxi autorisée à dispenser un enseignement coopératif international et à offrir des échanges éducatifs avec l'étranger. L’université maintient des relations de coopération et d'échange avec plus de 100 universités réputées du Royaume-Uni, des États-Unis, du Canada, de la Hongrie, de la Corée du Sud, du Japon, de la Russie etc. L'université elle-même a enseigné plus de 2 000 étudiants internationaux.
L'Université internationale de Xi’an est également un des fondateurs de l’Association des universités pour l’avancement global (AGUAC ; anglais : Association for Global Advancement of Universities and Colleges).

## Recherche académique

### Bilan
XAIU mène des recherches appliquées dans les domaines du développement de l'enseignement privé, des réformes de l'enseignement, de la qualité académique et du développement économique local. Dès 2016, l’université était en tête parmi les universités privées chinoises concernant un grand nombre de projets, avec des mentions honorables des ministères aux niveaux provincial et national, et des rapports et documents de recherche publié dans SCI, SSCI, EI, etc. XAIU se trouve parmi le top 15 des universités de la province du Shaanxi concernant le nombre de brevets déposés.
Le Centre de recherche de l'enseignement privé (anglais : Private Education Research Center) de XAIU a remporté plusieurs prix du gouvernement provincial et de l'État, tel que « Groupe avancé du système d'éducation national » décerné par le ministère national de l'Éducation, ainsi que « Institut national de recherche exceptionnel », discerné 4 fois par l'Association chinoise de l'enseignement supérieur.
En outre, l'université a :
- complété 70 projets sur les niveaux national et provincial
- complété 40 propositions et rapport adressés aux gouvernements national, provincial et municipal
- publié 20 livres, y compris « Private Education in China: Thoughts and Practices» [16]
- organisé 9 forums internationaux et conférences nationales

### Instituts de recherché
- Institution de recherche en éducation « Qi Fang » : Base de recherche en philosophie et sciences sociales [17]
- Centre commun de recherche pour la logistique des ports terrestres internationaux de la Nouvelle route de la soie
- Institut de recherche de la Zone de libre-échange du Shaanxi[réf. nécessaire]
- Institut des biosciences appliquées
- Institut de l'innovation et de l'entrepreneuriat
- Centre de recherche en ingénierie de domotique

### Résultats de recherche importants[18],[19]
- Système d'antennes plates à ondes millimétriques à haute fréquence (80 GHz) pour le retour du relais de base 5G
- Base intelligente intégrée de plantation des noyers
- Système de gestion maison intelligente basé sur Android
- Plateforme de gestion des données pour la modulation par déplacement d'amplitude (MDA)
- Promotion de l'économie de Zizhou par le commerce électronique dans le cadre de la coopération locale
- Plan de développement du « Parc d'innovation et d'entrepreneuriat de Tongchuan pour le logistique du commerce électronique »

## Récompenses et réalisations
Quelques réalisations de XAIU importantes :
- En 2009, XAIU était sélectionnée par Harvard Business School comme exemple pédagogique représentant du développement de l’enseignement supérieur en Chine [20]
- En 2013, XAIU a reçu le prix « China Creativity Management Thought » de l'agence de presse Xinhua [21]
- En 2015, XAIU était en tête de la liste « 2015 Chinese Private University Rankings », publié par Chinese Universities Alumni Association (CUAA) [22]
- En 2016, XAIU devint une des « Top 50 universités nationales des expériences exceptionnelles en éducation à la créativité et à l'entrepreneuriat », décerné par le ministère chinois de l'Éducation [23],[24]
- En 2018 était annoncée un des trois récipients d’une unité de construction « First-Class College », décerné par le département d’Éducation du Shaanxi [25]
- En 2019, le programme de la préservation du patrimoine guqin a été inscrit sur la « Liste des excellents programmes de préservation du patrimoine traditionnel chinois des universités nationales »[26].